# Ostrożok
Ostrożok (ukr. Острожок) – wieś na Ukrainie, w obwodzie żytomierskim, w rejonie baranowskim, nad Słuczą. W 2001 roku liczyła 592 mieszkańców.
Pod koniec XIX w. wieś w powiecie z siedzibą w Nowogradzie Wołyńskim, w gminie Chulsk.